# Tungurahua (prowincja)
Prowincja Tungurahua – jedna z 24 prowincji w Ekwadorze. Tungurahua położona jest w centralnej części państwa, graniczy od północy z prowincjami Cotopaxi i Napo, od wschodu z prowincją Pastaza, od południa z prowincjami Morona-Santiago i Chimborazo oraz od zachodu z prowincją Bolívar.
Prowincja podzielona jest na 9 kantonów:
1. Ambato
2. Baños
3. Cevallos
4. Mocha
5. Patate
6. Pelileo
7. Píllaro
8. Quero
9. Tisaleo